# Бернгард, Алексей Борисович
Алексей Борисович Бернгард (род. 1978, Читинская область) — российский военнослужащий, гвардии полковник. Заместитель командира 810-й отдельной гвардейской ордена Жукова бригады морской пехоты имени 60-летия образования СССР. Герой Российской Федерации (2022).

## Биография
Родился 22 октября 1978 года в селе Кыра Читинской области, ныне — Забайкальский край. Проживал в селе Кыра Кыринского района. В этом же селе окончил шесть классов местной средней школы. Потом вместе с семьёй проживал в Приморском крае.
Окончил Дальневосточное высшее общевойсковое командное училище имени Маршала Советского Союза К. К. Рокоссовского. Прошёл служебный путь от командира воздушно-десантной роты до заместителя командира бригады морской пехоты. Служил в составе 155-й отдельной бригады морской пехоты Тихоокеанского флота во Владивостоке. Участвовал в военной операции России в Сирии. В последующие годы — заместитель командира 810-й отдельной гвардейской бригады морской пехоты Черноморского флота с дислокацией в Севастополе.
В феврале 2022 года принял участие во вторжении России на Украину в составе 810-й отдельной гвардейской бригады морской пехоты. Согласно заявлению Министерства обороны РФ, руководил наступательной операцией в направлении к Волновахе.
Указом Президента России Владимира Путина от 4 марта 2022 года за «мужество и героизм, проявленные при выполнении боевого задания» удостоен звания Героя Российской Федерации.